# Folie (arquitectura)

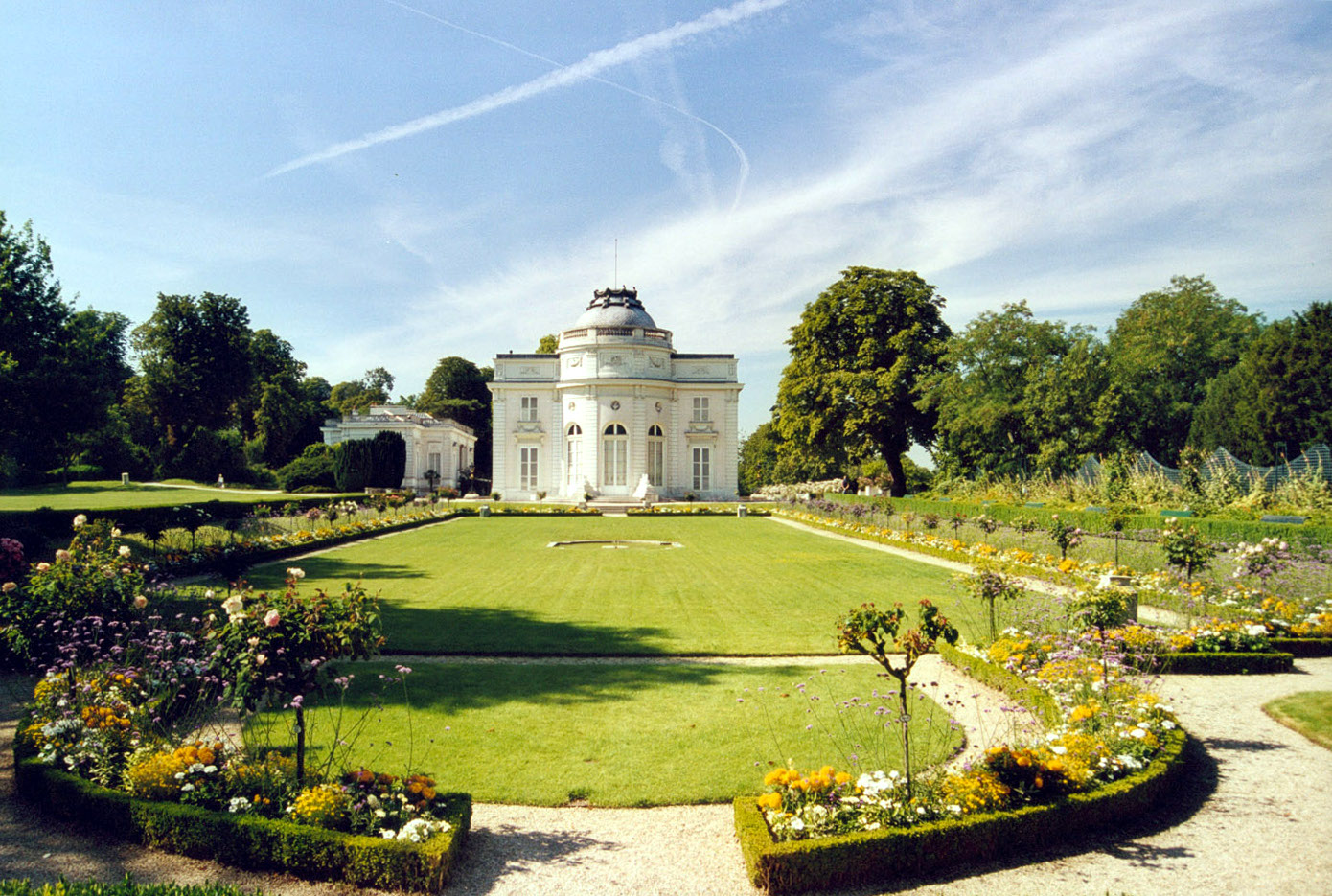
La locura de Artois diseñada por François-Joseph Bélanger en el parque Bagatelle,

Una folie, locura es una casa de vacaciones o recepción construida a partir del siglo XIV, y principalmente en el XIX por la aristocracia o la burguesía adinerada de las afueras de las ciudades. Inicialmente aislado en el campo, a las locuras se unió más tarde una extensa urbanización. Precedieron a las residencias de fin de semana y las villas de vacaciones de la burguesía. Las locuras se generalizaron tanto más cuanto que el atractivo romántico del mar y la montaña se combinaba con las nuevas posibilidades de transporte del siglo XIX.
Por extensión, el nombre "folie" se utilizó para residencias principescas, o no, según su extravagancia arquitectónica o la irracionalidad de su ubicación o uso. El término finalmente se convirtió en el nombre de la pequeña villa de vacaciones.

## Etimología
Para Furetière: “Hay […] varias casas que el público ha llamado por locura, cuando alguien ha gastado en ellas más de lo que podía, o cuando las ha construido de alguna manera extravagante. » ; pero Littré se opone a esta definición al encontrar, en los textos medievales, foleia quae erat ante domum, et domum foleyae, et folia Johannis Morelli. Littré ve en ello una alteración de la palabra frondoso o frondoso : el refugio de follaje donde todos pueden vivir un momento con total discreción. Esta es también la opinión del histórico Robert de Alain Rey: « alteración de la hoja ; en picard foillie »  ; la palabra aparece en 1185 en topónimos.

## Función y uso de las locuras

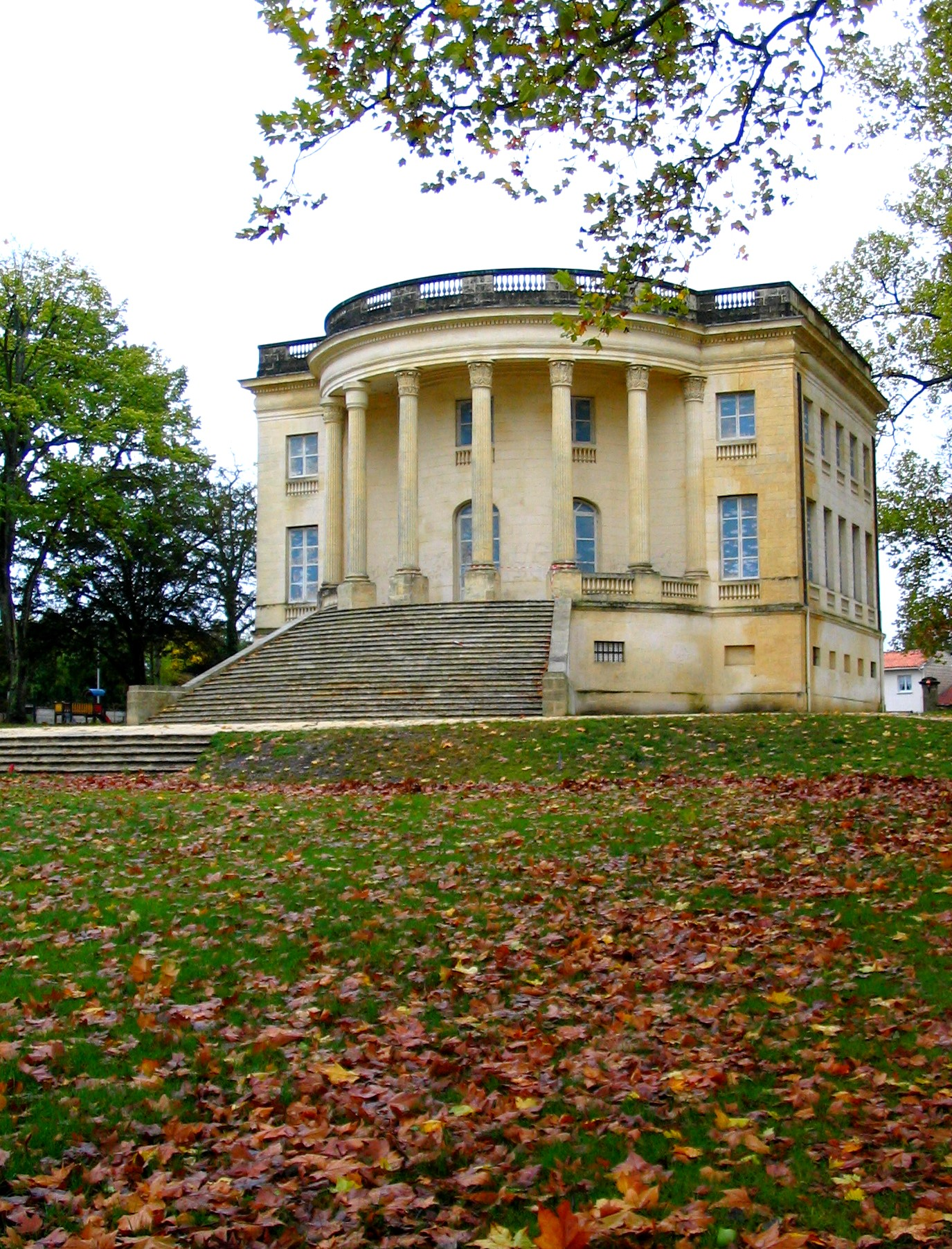
Castillo Peychotte, 1785-1789, Gironda.

Las locuras fueron inicialmente construcciones inspiradas en los palacios de verano de la aristocracia renacentista italiana. El modelo palladiano se adaptó a las haciendas y fortunas burguesas y dio lugar a edificios periurbanos ubicados en parajes naturales. Su origen se sitúa probablemente en la imagen de las regiones vinícolas de Borgoña y del Valle del Loira, con sus castillos y sus haciendas de renombre histórico.

### SigloXVIII
En Burdeos, las locuras son la marca de fábrica colocada por un rico propietario en su finca vinícola, Maison Carrée d'Arlac; en Languedoc, las locuras de Montpellier muestran la misma concepción de la notoriedad y de sus símbolos.
Contrariamente a su modelo italiano, estos edificios fueron diseñados para un uso temporal, además de la mansión privada urbana, más cercana a los círculos de poder. Algunas ni siquiera disponían de chimeneas, lo que da fe de un uso ocasional reservado a la  estival. La arquitectura de las locuras, ligera y delicada, contrastaba con la austeridad de los hoteles urbanos.
El uso mostrado de estos edificios fue el entretenimiento. : recepciones, salas de música o círculos de reunión. La distribución, compacta, limitaba las enfiladas de la época anterior y favorecía las estancias esenciales, asumiendo las funciones de la planta noble : salón de baile, galería para músicos, dormitorios y tocadores. La decoración era tan refinada como lujosa.
Los jardines son muy pulcros y detrás de su aparente desorden, ligados a las composiciones simbólicas del jardín inglés — la naturaleza y su poder — cuya moda sucedió a la del jardín francés, se encuentran islas de magnolias, cuevas de musgo, quioscos chinos, pequeños templos y otras fábricas de jardines (como la locura de Saint-James, que Claude Baudard de Saint-James construyó frente a Bagatelle para posar como rival del Conde de Artois).

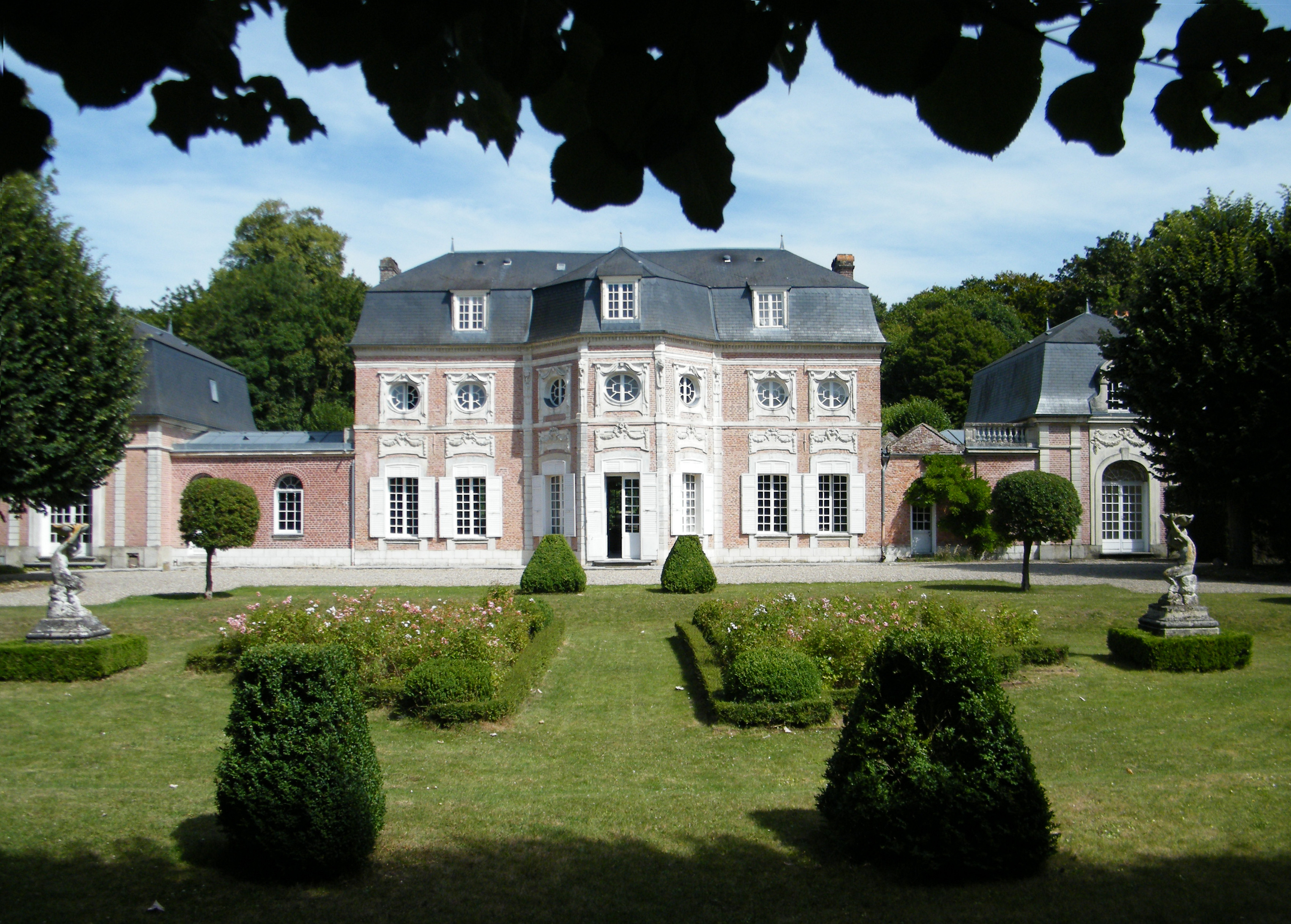
Castillo de Bagatelle, Abbeville.

Otra Folie de Bagatelle fue construida, en 1753, en Abbeville, Picardía, para el fabricante Van Robais. Es una construcción de ladrillo que no tiene cimientos ni sótanos, originalmente con techo plano. Terraza " Dónde " estilo italiano" (como las del Palacio de Versalles y los Trianons) ; fue elogiado por Michel-Jean Sedaine en uno de sus poemas. Ella está dispuesta en linterna » y se elevó un piso en 1763. A principios siglo XIX, se le dio un techo abuhardillado.
la altura de la Locura, nos dice la Enciclopedia Universal, " son los cuarteles de cuento de hadas de Versalles: construcciones ligeras, en madera, retiradas tan pronto como levantadas, con motivo de los bailes de la reina ". Recrearon, con las fuentes, las etapas de un recorrido que recuerda al mapa de Tendre del jardín modelo siglo XVII.

### SigloXIX
Por la ola romántica y reaccionando a la Revolución Industrial, se construyeron muchas locuras, originales pabellones a veces equipados con observatorios o laboratorios, para albergar bibliotecas o colecciones.
No todos eran de estilo neoclásico. Según el gusto de la época, se vio la aparición de castillos, algunos totalmente extravagantes, la palabra también se adjuntó, en el siglo XVII y el siglo XVIII a derroche y superan la imaginación por su extrema singularidad.
Algunos todavía llevan hoy el nombre del primer propietario o el del lugar donde fueron construidos, como la locura de Beaujon, la locura de Méricourt, la locura de Saint-James, la locura de Artois.

## Locura y libertinaje
Si bien este aspecto no era preponderante, estos edificios, generalmente aislados en el follaje, lejos de la ciudad, se prestaban a acoger a las señoras del Antiguo Régimen , luego semi-mondaines que desplegaban esa (falsa) nobleza que fácilmente se reivindicó después el Segundo Imperio. Los follies construidos con este fin presentan generalmente una decoración más recargada y se agrupan en cuartos particulares. : en París, estos son los distritos de Clichy-Pigalle o el eje Picpus -Avenue de Saint-Mandé, cerca del Bois de Vincennes.
Por fuera, estas locuras son a veces sobrias y elegantes. A nivel práctico, encajan a la perfección en este destino de encuentros amorosos. En el interior, las pequeñas habitaciones satisfacen la necesidad de intimidad, muchos salones, rincones, tocadores, alcobas, baños. La decoración es muy buscada (ebanistería, muebles suntuosos).

En el siglo pasado, se dio el nombre de "locura" a cierto número de asilos más o menos misteriosos, donde se creía que se había fijado el placer para desterrar el decoro de él, y en los que uno iba a esconderse, como Galatea de Virgilio, tomando precauciones para ser visto. Al principio estos lugares de placer se llamaban casitas; estaba bajo la Régence. Más tarde, y con más razón, fueron bautizados como locuras, bien porque se prestaban a bastantes locuras, bien porque se habían gastado sumas ingentes en su construcción o amueblamiento. La Folie Méricourt, la Folie Saint-James, la Folie Genlis, la Folie de Chartres (Monceaux), la Folie Richelieu, la Folie Beaujon han seguido siendo famosas. La mayoría de las veces, una locura era solo una vivienda de placer, lo que hoy llamaríamos una casa de campo. Tal fue el Madness Regnault, en cuyo sitio se construyeron las cárceles de los Jóvenes presos y de Roquette.
Pierre Larousse Grand dictionnaire universel du XIXe siècle, 1872.